# 슈벤디 바이 그린델발트역

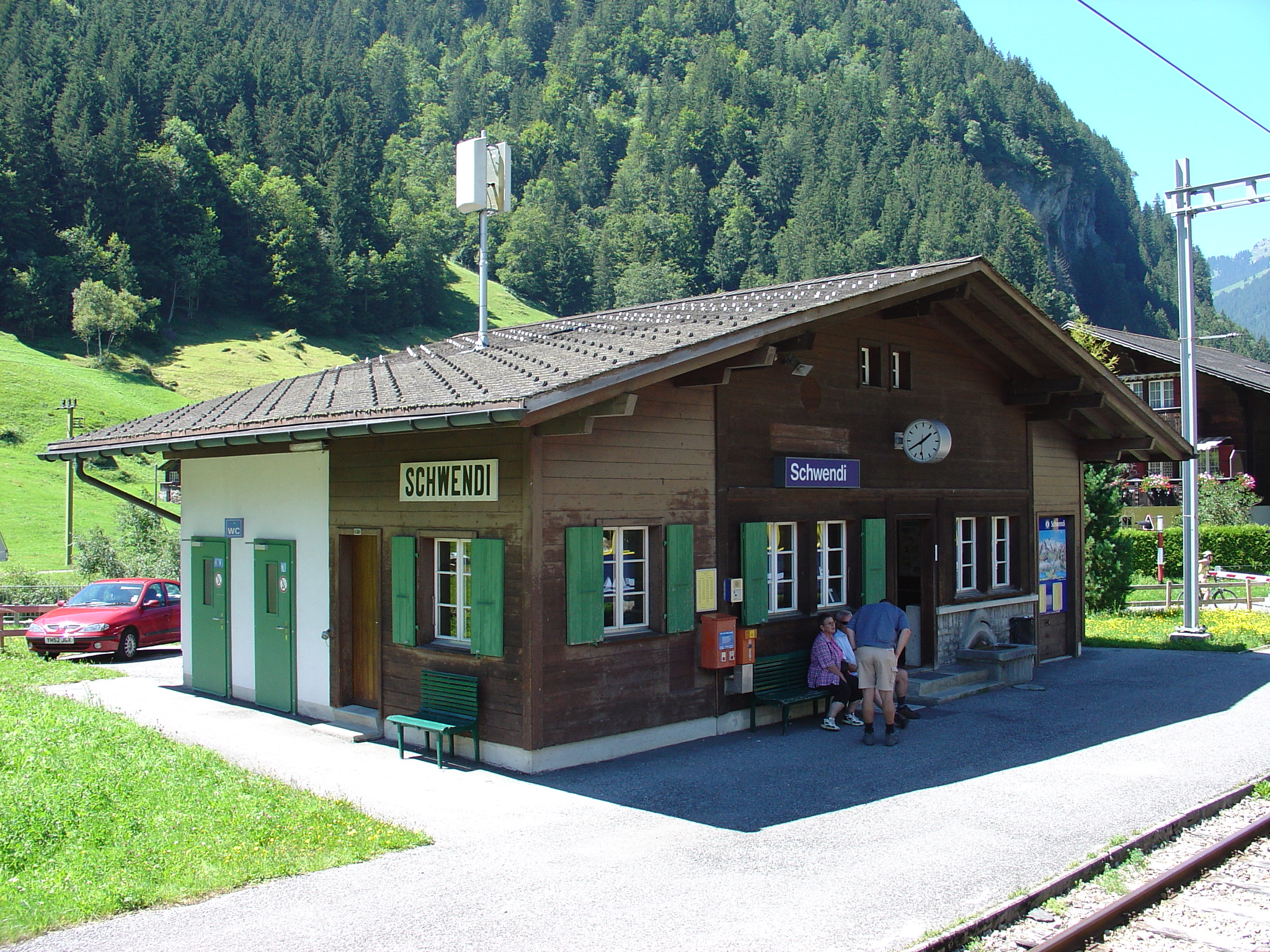

슈벤디 바이 그린델발트역(독일어: Bahnhof Schwendi bei Grindelwald)은 스위스 베른주 그린델발트의 기차역이다. 이 역은 베르너 오버란트 철도의 노선 상에 있으며, 인터라켄 동역과 그린델발트까지 운행된다. 역명은 인근 정착지인 슈벤디(Schwendi)에서 그 이름을 따왔다.

## 운행편
2020년 12월 운행시간표 변경으로, 다음 운행편이 슈벤디 바이 그린델발트에서 정차한다:
- 레기오: 인터라켄 동역과 그린델발트 사이의 30분 간격 운행